# Pro Finlandia (нагорода)
Pro Finlandia — вища державна нагорода Фінляндії для діячів мистецтв, що заснована у 1945 році. Нагорода має вигляд позолоченої медалі з зображенням фінського геральдичного лева і являє собою ступінь Ордену Лева. Нагорода щорічно вручається 6 грудня видатним діячам мистецтв Фінляндії, у День незалежності Фінляндії.

## Список нагороджених

### 1945—1954
| 1945 - Міа Бекман 1946 - Стаава Хаавелінна - Хелмі Линделеф - Хілда Піхламякі - Кертту Ванне 1947 - Ханна Гранфелт - Ернст Франс Хасе - Естер Хеленіус - Вілхо Ілмарі - Юнгве Інгман - Едвін Лайне - Берта Ліндберг - Ерік Ліндстрем - Піркко Райтіо - Каарло Саарніо 1948 - Катрі Раутіо - Ліллі Туленхеймо - Тююне Хаарла - Урхо Сомерсалмі - Аку Корхонен - Пекка Алпо - Ір'я Ахолайнен - Айно Еленіус - Лах'я Лінко - Ерна Гресбек - Ір'я Коскінен - Вруно Йорма - Еміль Мантіла - Каарло Аарні - Пентті Гаанпяа - Аньа Ігнатіус - Хелві Кааріо - Вільо Койо - Еміль Луукконен - Аарре Меріканто - Анніе Мерк - Александр Сакселін - Мартті Паавола - Тойво Пекканен - Унто Сеппянен - Іріс Уурто - Юрйо Юльхя | 1949 - Ууно Ескола - Атте Лайтіла - Лаурі Леппянен 1950 - Керсті Бергрот - Албін Ефверлунд - Карл Фагер - Рейно Харсті - Матті Хаупт - Пайвіе Хорсма - Пааво Йяннес - Юссі Карі - Хейно Каскі - Танелі Куусісто - Тійтус Мянтюнен 1951 - Лююлі Ер'якка - Елна Хеллман - Хеммо Айрамо - Рагнар Екелунд - Гуннар Фінне - Мікко Хові - Меггі Гріпенберг - Ууно Лааксо - Глорі Леппянен - Ялмарі Рінне - Рут Снеллман - Еллен Теслефф 1952 - Елла Еронен - Еміль Філен - Тетяна фон Ріппас - Айлі Дагмар Хілден - Міка Тоймі Валтарі - Гелла Вуолійокі - Лаурі Іконен - Юрйо Іконен - Аку Пелтонен - Тауно Пюлккянен - Енсіо Ріслаккі - Аксель Слангус - Айлі Сомерсалмі - Оскар Тенгстрем | 1953 - Йоханнес Хаапасало - Йорма Хуттунен - Ленну Ювела - Еліна Колехмайнен - Арво Лехесмаа - Ейно Ліннала - Йеста Діел - Нільс-Ерік Фоугстедт - Сіґрід Шауман - Оллі Міеттінен - Тімо Міккіля - Еллі Піхлая - Герда Квіст - Йоел Рінне - Сеере Салмінен - Мартті Сейло - Аукусті Тухка - Лассе Вагер - Матті Варен 1954 - Анні Айтто - Ханнес Аутере - Ерік Васстрем - Рейно Війріля - Герда Вреде - Едвін Інгберг - Ейно Кайпайнен - Вяйне Камппурі - Тойні Карто - Ерккі Копонен - Ееро Косонен - Едвін Люден - Керстін Нюландер - Вернер Острем - Маю Пілгрен - Саара Ранін - Елса Ранталайнен - Бен Ренвалл - Анніе Сундман - Ейя Тенгстрем - Фанні Халонен - Рюрик Екроос - Еммі Юркка - Юн Юханссон - Юссі Ялас |

### 1955—1957
| 1955 - Нанню Вестерлунд - Тапіо Вірккала - Ніссе Карло - Юрйо Кіанне - Лаурі Лахтінен - Едвін Лайне - Яло Лесче - Ууно Монтонен - Анна Мутанен - Люсія Ніфонтова - Тойво Нісканен - Сенні Ніемінен - Елса Нюстрем - Калле Раутіайнен - Ееро Ройне - Юрйо Саарінен - Аллан Адольф Сало - Мартта Суоніо - Ерккі Тантту - Сакарі Тохка - Елса Туракайнен - Вруно Туукканен - Сасу Хаапанен - Йоран Хонгелл - Валентин Чорелл - Дора Юнг - Лемпі Яаскеляйнен | 1956 - Мартта Аліна Бреєр - Герда Венескоскі - Анітра Карто - Ееро Коскіміес - Ееро Нелімаркка - Марія Пайчева - Леа Пілтті - Алф Салін - Айрі Сяйля - Аймо Тукіайнен - Ерік Фурух'єльм - Лійсі Халлас - Каарло Хілден - Суло Хурстінен - Хуго Ехо - Сарі Янкелов - Оскарі Яухіайнен | 1957 - Маргарета фон Бар - Жорж Ге - Юрйо Кокко - Кай Франк - Лео Головін - Ліса Юханссон-Папе - Кай Каянус - Ліллю Каянус-Бленнер - Енсіо Йоуко - Оссі Костіа - Майю Куусоя - Каарло Кютьо - Арттурі Лааксо - Тойво Лахті - Доріс Лайне - Кайсу Леппянен - Наум Левін - Сюлвелін Лонгхолм - Лійса Лінко-Малміо - Мартті Меренмаа - Тойні Муона - Юссі Пійронен - Ейно Райта - Герда Рюселін - Клаус Салін - Вейкко Тюрвяйнен - Рейно Валкама - Маргіт фон Віллебранд-Холлмерус - Валттері Вірмайокі |

### 1958—1961
| 1958 - Сійрі Ангеркоскі - Матті Аро - Тойво Дрокіла - Рунар Енгблум - Йоханнес Гебхард - Вяйньо Хейсканен - Матті Хяллі - Вильо Каява - Аймо Канерва - Кірсті Кархі - Мартта Контула - Оссі Корхонен - Ракел Лааксо - Айно-Інкері Ноткола - Тойво Лехто - Хеймо Лепістьо - Лео Ляхтеенмякі - Юха Маннеркорпі - Кюлліккі Мянтюля - Тауно Пало - Мартті Ранттіла - Ойва Сала - Ейно Салмелайнен - Тімо Сарпанева - Михайло Шилкін - Катрі Стігелл-Хювенен - Юссі Талві - Хенню Валъюс - Сам Ванні - Юрйо Верхо - Емма Вяанянен | 1959 - Ерік Бергман - Марія Генняс - Єва Седерстрем - Інна Колліандер - Каарло Халттунен - Майя Хейкінхеймо - Ууно Хірвонен - Аллі Хяйянен - Хелві Хямяляйнен - Лайла Карттунен - Мартта Кіннунен - Калле Карьявайнен - Ерккі Куловесі - Олаві Нюберг - Йоуко Паавола - Ойва Палохеймо - Пентті Раутаваара - Ессі Ренвалл - Ілмарі Тапіоваара - Оке Туурі - Аале Тюнні - Ейнарі Уусікюля - Еліна Ваара - Вейкко Віонойя - Ілмарі Вуорі | 1960 - Вілхо Аскола - Юнгве Бек - Коммондт Б'ярне - Свен Ерстрем - Ейно Хаапалайнен - Вяйньо Херво - Ейно Хююрюнен - Тойво Хямеранта - Ерік Карма - Пентті Коскіміес - Каарло Ламмінхеймо - Урхо Лехтінен - Тойво Мякеля - Тойні Нікандер - Ейно Рясянен - Вілхо Сійвола - Ееро Васара 1961 - Лійна Рейман - Єва Анттіла - Туре Ара - Едіт фон Бонсдорфф - Ейнар Енглунд - Бертел Гардберг - Тююне Хасе - Каарло Мар'янен - Ірма Ніссінен - Олаві Песонен - Кюлліккі Салменхаара - Ахті Соннінен - Ольга фон Тіллот Тьерфелдер - Еллі Томпурі - Бенгт фон Терне |

### 1962—1967
| 1962 - Маргарета Аалтонен - Аарне Ахо - Аарно Ахтая - Дагі Ангерво - Фритц-Хуго Бекман - Вівіка Бандлер - Кім Борг - Рут Брюк - Мікко Карлстедт - Паул Ейнвертс - Фріедль Челльберг - Торгер Енкелл - Маргарет Кілпінен - Хелві Лейвіскя - Рауні Луома - Айла Мерілуото - Олаві Пааволайнен - Вільйо Савікуркі 1963 - Ханс Бьорклінд - Ерік Енрот - Оке Хеллман - Тауно Хямеранта - Албін Каасінен - Бірґер Кайпіайнен - Унто Койстінен - Ело Куосманен - Хелмі Куусі - Мікко Лаасіо - Лео Лехто - Лаурі Лейно - Арві Мяенпяа - Тууліккі Піетіля - Унто Пуса - Кауко Рясянен - Холгер Салін - Айріс Салін - Хейді Сундблад-Халме - Акселі Тола - Хейккі Варья | 1964 - Хелге Далман - Олаві Валавуорі - Хейккі Ніемінен - Бірьєр Карлстедт - Арно Гранрот - Гундел Хенріксон - Анса Іконен - Хейккі Конттінен - Інке Міккола - Тауно Міесмаа - Антті Нурмесніемі - Матті Петяйя - Лео Ріутту - Аарно Салмела - Хілкка Сіланен 1965 - Оллі Борг - Ерік Крунвалль - Улоф Ерікссон - Кірсті Галлен-Каллела - Харрі Хенрікссон - Ханнес Хяюрінен - Матті Лехтінен - Антті Лоухісто - Тауно Марттінен - Ернст Метер-Бургстрем - Антон Равандер-Рауас - Ірма Сейккула - Симола, Ір'я - Ролф Стегарс - Арво Туртіайнен - Лаурі Вялке - Аніта Вялккі | 1966 - Гаральд Андерсен - Йота Блумберг - Ензіо Форсблум - Свен Гренвалл - Ейла Хілтунен - Ульяс Кандолін - Карі Карнакоскі - Мартті Лахтінен - Мартті Ларні - Мярта Лаурент - Інто Лятті - Тапані Райттіла - Хенаке Шубак - Ельза Сюльвестерссон - Юссі Вікайнен - Еева-Кааріна Воланен 1967 - Тайсто Ахтола - Туомас фон Буем - Пааво Гаавікко - Катрі Інгман-Палола - Тапані Йокела - Юрйо Кайярві - Ілона Койвісто - Матті Кур'єнсаарі - Еева-Лійса Маннер - Пентті Меланен - Вейо Мері - Кертту Ніемінен-Похьонен - Хілья Лехтінен - Уно Онкінен - Тууліккі Похьйола - Пентті Пяаккьонен - Ада Пяаккьонен - Май-Ліс Раяла - Рауха Рентола - Ура-Беата Сімберг-Еркстрем - Ельві Сінерво - Ілмарі Тур'я - Мар'я Тюркке - Аарне Вайніо |

### 1968—1973
| 1968 - Хейккі Аалтойла - Туомас Анхава - Рольф Бергрот - Тіто Коліандер - Раббе Енкель - Калле Есклда - Ерік П'єр Гранфельт - Аале Хакава - Єва Йоенпелто - Бенгт Юханссон - Сінікка Куула - Тойво Люю - Вейкко Марттінен - Ейнарі Марвіа - Хагар Олссон - Яарно Пеннанен - Ейла Пеннанен - Бьор'є Бернхард Райалін - Ейноюхані Раутаваара - Ерккі Раутіо 1969 - Лаурі Алгрен - Яак Вітікка - Лассе Ело - Ір'я Хагфорс - Сімо Ханнула - Вейкко Гуовінен - Екке Хямяляйнен - Еліс Кауппі - Ейла Ківіккьяхо - Сіркка Кокконен - Антті Коскінен - Ахті Лавонен - Анітра Лукандер - Віокко Есколін-Нурмесніемі - Лайла Пуллинен - Лассе Пеусті - Ейла Рінне - Еміль Саарінен - Сюлві Салонен - Ан'я Ваммелвуо | 1970 - Ерік Блумберг - Маурі Фавен - Піа Хаттара - Ханну Хейккіля - Харрі Ківіярві - Мар'ятта Куренніемі - Іріс Кяхярі - Раулі Лехтонен - Лійса Мар'япуро - Мар'ятта Метсоваара - Се'я Сілфверберг - Пертті Ніемінен - Сеппо Нурмімаа - Пер-Улоф Нюстрьом - Кайя Паасі - Вейкко Раутіайнен - Маріанна Румянцева - Сіркка Селья - Хілкка Тойвола - Лейф Вагер - Бьорн Векстрем - Хейккі Вяртсі 1971 - Хілкка Хеліня - Пентті Каскіпуро - Паулі Коскінен - Рейно Лахтінен - Бьорн Ландстрем - Кауко Лехтінен - Юхані Лінноваара - Пентті Лумікангас - Юкі Нуммі - Туулі Рейенен - Пааво Рінтала - Терхо Саккі - Нільс-Бьор'є Стурбом - Марко Тапіо - Телма Туулос - Еміль Вінермо | 1972 - Ауне Антті - Антті Хюрю - Пентті Ір'яла - Туре Юнтту - Рейно Калліолахті - Тауно Лехтіхалмес - Микола Лехто - Еско Маннермаа - Кіммо Кайванто - Капо Манто - Ларс-Гуннар Нурдстрем - Лассі Нуммі - Йоуко Пухакка - Се'я Сімонен - Нанні Стілл - Маріта Столберг - Тапіо Тапіоваара - Тауно Яікяа 1973 - Рітва Арвело - Вілле Боієр-Поіярві - Лео Калерво - Кастехелмі Кар'ялайнен - Кірсі Куннас - Лео Лаукканен - Ральф Лонгбака - Тармо Манні - Ауне Мікконен - Ойлі Мякі - Густав фон Нумерс - Пекка Нуотіо - Пентті Саарікоскі - Ульф Седерблум - Мартті Талвела - Еуген Терттула - Біргітта Улфссон - Вейкко Уусімяки - Рафаель Варді - Уско Війтанен |

### 1974—1984
| 1974 - Хейккі Алітало - Хелві Ер'якка - Еркк Херво - Алпо Яакола - Єва Кілпі - Лассе Оллінкарі - Суло Саарітс - Матті Тулойсела 1975 - Жорж де Годзинський - Курт Інгвалл - Нійло Куукка - Вірпі Ларісто - Армас Микола - Ханну Салама - Матті Тікканен - Пентті Туомінен - Вілхо Війкарі 1976 - Сорелла Енглунд - Кулліккі Форсселл - Ахті Хаммар - Туве Янссон - Ілта Леівіскя - Пентті Рапінахо - Вендла Пох'янхеймо - Вейкко Сінісало - Аніта Снеллман - Кертту-Каарина Суосалмі - Кайн Таппер - Войтто Вікайнен | 1977 - Анні Блумквіст - Мауно Хартман - Єва Хеммінг - Анна-Майя Райттила - Єва Рююнянен - Мартті Валтонен 1978 - Бу Карпелан - Конста Юлхя - Калеві Кахра - Калле Пяатало - Лійсі Тандефелт 1979 - Ритва Аувінен - Єва Бруммер - Ерік Герман Густафссон - Кірсті Ілвессало - Мар'я Корхонен - Гуннар Похьола 1980 - Ритва Ахонен - Рауні Моллберг - Солвейг фон Шульц - Ойва Тойкка - Раймо Утріайнен 1981 (не нагороджувались) | 1982 - Олаві Ахонен - Холгер Франсман - Готтфрид Грясбек - Хейкі Хяйвяойя - Оке Ліндман - Міркка Рекола - Пентті Сиймес - Франс Тойкканен - Пааво Берглунд - Ар'я Ніємінен - Йорма Панула - Мартті Пеннанен - Матті Вайнікайнен 1983 - Ану Кайпайнен - Кості Клемеля - Юрйо Каккапупо - Райя Рійккала - Айно-Майя Тікканен - Тару Вальякка 1984 - Юхана Блумстедт - Оуті Хейсканен - Калле Холмберг - Йорма Хюннінен - Ілкка Куусісто - Арто Норас - Хейккі Орвола - Алпо Руут - Ауліс Саллінен |